# Cribrus shingwauki
Cribrus shingwauki är en insektsart som beskrevs av Beamer och Leonard D. Tuthill 1934. Cribrus shingwauki ingår i släktet Cribrus och familjen dvärgstritar. Inga underarter finns listade i Catalogue of Life.